# Carme Contreras Verdiales
Carme Contreras Verdiales (Zaragoza, 4 de octubre de 1932-6 de julio de 2020) fue una actriz española de cine, teatro y televisión. También durante su carrera se desempeñó como actriz de voz, aportando las voces de personajes como E.T. el extraterrestre, Yubaba / Zeniba en El Viaje de Chihiro, Laverne en El jorobado de Notre Dame, Roz de Monsters, Inc., y Mamá Fratelli en Los Goonies, entre otras.
Falleció el 6 de julio de 2020 a los ochenta y siete años.

## Filmografía

### Teatro
- 1954: La ferida lluminosa, de Josep Maria de Sagarra
- 1954: Rueda de amores
- 1957: No és mai tard...si s'arriba d'hora, de Jaume Villanova i Torreblanca
- 1970: Els dimecres...Elena de Muriel Resnik
- 1973: Berenàveu a les fosques, de Josep Maria Benet i Jornet
- 2010: Salvem les balenes, de Iván Campillo

### Cine
- 1952: La forastera
- 1955: El hombre que veía la muerte
- 1961: Plácido
- 1970: El certificado
- 1977: Strange Love of the Vampires
- 1978: Serenata a la claror de la lluna
- 1980: Mater amatísima
- 1981: Dos pillos y pico
- 1983: El pico
- 1984: El último penalty
- 2001: Faust 5.0
- 2006: El perfum: història d'un assassí
- 2007: Presumptes implicats
- 2012: REC 3: Génesis

### Televisión
- 2000: El cor de la ciutat